# International Visitor Leadership Program
L'International Visitor Leadership Program (IVLP) è un programma di scambio professionale finanziato dall'Ufficio degli Affari istruzione e cultura del Dipartimento di Stato USA.
Ogni anno fino a 5.000 professionisti ed emergenti leader, provenienti da tutto il mondo, giungono negli Stati Uniti per un'esperienza di tre settimane, durante le quali hanno l'opportunità di avere contatti con esponenti della vita politica, economica, sociale e culturale americana.
La missione di IVLP è offrire ai leader internazionali attuali ed emergenti scambi accuratamente pianificati, che riflettono gli interessi professionali dei partecipanti e gli obiettivi di diplomazia pubblica del governo degli Stati Uniti.

Al programma si accede soltanto tramite nomina del personale delle ambasciate statunitensi.

## Storia
Quando nel 1940 Nelson Rockefeller fu nominato coordinatore degli affari commerciali e culturali per le repubbliche americane, invitò 130 giornalisti latinoamericani negli Stati Uniti quale primo atto del futuro programma di scambio IVLP.
Otto anni più tardi, il rappresentante Karl E. Mundt e il senatore Howard Alexander Smith firmarono l'Informational and Educational Exchange Act, noto anche come Smith-Mundt Act, che fu approvato dall'80º Congresso degli Stati Uniti e dal presidente Truman. Durante un periodo in cui gli americani si preoccupavano sempre più della propaganda sovietica, lo scopo della Smith-Mundt era quello di "promuovere una migliore comprensione degli Stati Uniti in altri Paesi e di aumentare la comprensione reciproca fra la gente degli Stati Uniti e la gente di altri Paesi" attraverso scambi educativi e culturali.
A seguito di questa legge, nacque il Foreign Leaders Program, che nel '52 assunse il nome di International Visitor Program (IVP). Nel 2004, l'IVP fu ribattezzato International Visitor Leadership Program (IVLP).

## Obbiettivi
Lo scopo dell'IVLP è di:
1. coltivare relazioni durature tra professionisti attuali ed emergenti in tutto il mondo e le loro controparti americane;
2. offrire agli opinionisti stranieri l'opportunità di acquisire conoscenze di prima mano sulla società, la cultura e la politica degli Stati Uniti.[3]

## Agenzie coinvolte
L'IVLP funziona attraverso un accordo di cooperazione con Global Ties US e con diverse agenzie nazionali che si occupano di programmi di scambio culturale-professionale, che comprende organizzazioni in 45 stati, che organizzano gli itinerari per i partecipanti agli scambi IVLP:
- Cultural Vistas[5];
- FHI360[6];
- Institute of International Education[7];
- Meridian International Center[8];
- Mississippi Consortium for International Development[9];
- Graduate School USA[10];
- World Learning[11].